# Показательный вид спорта

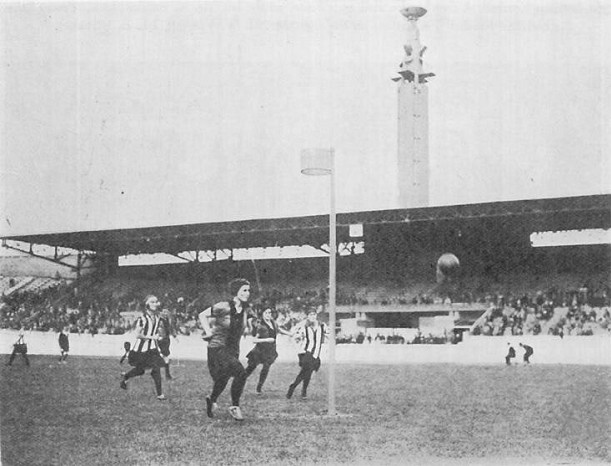
Корфбол в программе Летних Олимпийских игр 1928 года

Показательный вид спорта — показательные соревнования, проводимые с целью популяризации видов спорта, не признанных МОК. Включаются организационным комитетом Олимпийских игр в программу соревнований по 1—2 вида спорта.

## История
Демонстрация видов спорта была введена в 1912 году на летних Олимпийских играх в Швеции. После этого большинство оргкомитетов решило проводить по крайней мере один демонстрационный спорт каждые Олимпийские Игры, традиционный или популярный вид спорта в стране проведения Олимпийских Игр.